# José Luis González Coiscou
José Luis González Coiscou (Santo Domingo, República Dominicana, 8 de marzo de 1926 - Ciudad de México, 8 de diciembre de 1996) fue uno de los intelectuales  puertorriqueños más importantes de su generación por sus ensayos de interpretación nacional. Su obra es fundamental para entender la realidad e historia puertorriqueña del siglo XX.

## Biografía
Nació en Santo Domingo, República Dominicana, de padre puertorriqueño y madre dominicana, y murió en México en 1996. Desde los cuatro años vivió en Puerto Rico, donde cursó estudios primarios, secundarios y universitarios. En 1947 hizo estudios de posgrado en Ciencias Políticas en la New School for Social Research de Nueva York. De 1950 a 1952 residió en Europa, la mayor parte del tiempo en Praga. A partir de 1953 se estableció en México. Aunque siempre se consideró puertorriqueño, vivió en México desde 1943 y obtuvo la ciudadanía mexicana en 1955. Cursó la carrera de Ciencias Políticas en Puerto Rico y en Estados Unidos, y recibió la maestría y el doctorado en Filosofía y Letras de la Universidad Nacional Autónoma de México. En la UNAM impartió cátedras de Literatura Iberoamericana y Literatura y Sociedad. Fue corresponsal de prensa en Praga, Berlín, París y Varsovia. Fue profesor visitante en las Universidades de Toulouse y de Puerto Rico.
Ensayista, narrador y periodista, José Luis González recibió el Premio Xavier Villaurrutia 1978 por la novela Balada de otro tiempo (México: Alfaguara, 1997), y también recibió dos premios nacionales en Puerto Rico.

## Obras

### Narrativa
Cuentos:
- "La carta"
- "En la sombra" (1949)
- "Paisa. Un relato de la emigración"(1950)
- "En el fondo del caño hay un negrito" (1950)
- "En este lado" (1954)
- "La galería y otros cuentos" (Era, 1972)
- "Mambrú se fue a la guerra (Y otros relatos)" (Joaquín Mortiz, 1972)
- "Cuento de cuentos y once más" (Extemporáneos, 1973)
- "En Nueva York y otras desgracias" (siglo XXI, 1973)
- "El oído de Dios" (Era, 1984)
- "Las caricias del tigre" (Joaquín Mortiz, 1984)
- "Una caja de plomo que no se podía abrir" (1954)
- "La noche que volvimos a ser gente" (1965)
- "Dulces Vecinos)

Novelas:
- "Balada de otro tiempo" (Era, 1978)
- "La llegada" (Joaquín Mortiz, 1980)

Antologías:
- "Veinte cuentos y Paisa" (Editorial Cultural, Puerto Rico, 1973)
- "Antología personal" (Editorial de la Universidad de Puerto Rico, 1990)
- "Todos los cuentos" (Universidad Nacional Autónoma de México, 1992)
- "Cuentos completos" (Alfaguara, México, 1997)

DF, México: Era, 1976.
- "Conversación con José Luis González". Río Piedras, Puerto Rico: Huracán, 1976.
- "El país de cuatro pisos y otros ensayos". Río Piedras, Puerto Rico: Huracán,  119 págs.
- "La luna no era de queso. Memorias de infancia". Río Piedras, Puerto Rico: Cultural, 1988, 297 págs.
- "Literatura y sociedad de Puerto Rico. De los cronistas de Indias a la Generación del 98". México: Fondo de Cultura Económica, 1976, 246 págs.
- "Nueva visita al cuarto piso". Madrid: Flamboyán, 1986, 218 págs.